# Marianne Cochois

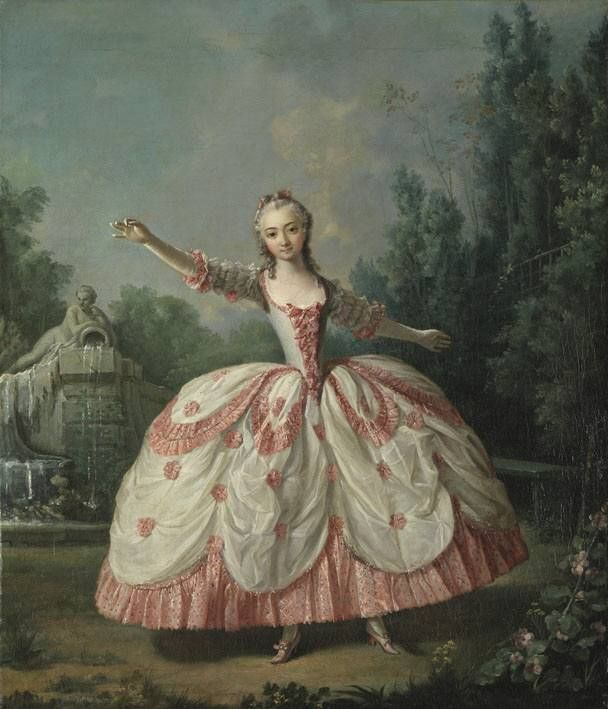
Antoine Pesne (attribuerad) - Dansaren Marianne Cochois - 15285 - Bavarian State Painting Collections

Marianne Cochois, född cirka 1723, död efter 1749, var en fransk ballerina. Hon var aktiv vid Berlinoperan, där hon länge räknades som den kanske främsta ballerinan.

## Biografi
Marianne Cochois var möjligen dotter till skådespelarna Cochois och "Mademoiselle Molin", och syster till ballerinan Babette Cochois och skådespelaren Cochois. Hon uppges ha varit syssling till Marie Sallé. Hon gifte sig med balettmästaren Desplaces.
Marianne Cochois var student till balettmästaren Louis Dupré på Parisoperan. Hon gjorde sin debut som balettdansare år 1734. Hon var tillsammans med sin syster engagerad vid Berlinoperan mellan 1742 och 1749. De var engagerade som del av den franska balett som hade bildats av Fredrik den store, som ansåg att en sådan var nödvändig för en ståndsmässig opera och teater. Deras bror var engagerad vid det preussiska hovets franska hovteater.
Marianne Cochois beskrivs som en av de främsta medlemmarna i baletten vid sidan av Barbara Campanini. Tillsammans med sin kollega dansören Tessier avsatte hon 1743 balettmästare Poitier genom en petition till kungen.